# Iglesia de San Andrés (Arinsal)
La iglesia de San Andrés de Arinsal (en catalán: Església de Sant Andreu d'Arinsal) es una iglesia construida en el pueblo de Arinsal en Andorra.

## Situación
La iglesia se ubica en el centro del pueblo de Arinsal, en la parroquia de La Massana en Andorra.

## Historia
La construcción de la iglesia tuvo lugar en el siglo XVII. Una restauración integral tuvo lugar entre 1963 y 1964 dirigida por el arquitecto catalán Cèsar Martinell. La iglesia ha sido representada sobre un sello andorrano emitido en 1992 y dibujado por Ève Luquet.

## Arquitectura
La iglesia posee una base cuadrangular. Está construida directamente sobre un suelo rocoso, y su fachada principal está orientada al sur. El estilo arquitectónico dominante del edificio es el barroco. Una pintura del siglo XVIII  es visible en el interior.